# Théorie des coins
 (avril 2009).
La théorie des coins a été imaginée par deux professeurs de l’université américaine de Princeton, Stephen Pacala et Robert H. Socolow. Il s’agirait d’appliquer au moins 7 mesures parmi les 15 proposées, appelées « coins », ce qui permettrait de réduire de 1 gigatonne par « coin » les émissions de CO², afin de ramener les rejets de ce gaz à leur niveau de 2005 d’ici 2055. Il faudrait cependant appliquer d’autres mesures en 2055 pour faire diminuer cette quantité de CO² dans l’atmosphère, qui restera quand même trop élevée.

## Différents coins
La théorie concerne 15 « coins » :
1. « Coin » du carbone : Pour gagner ce coin, il faudrait « capturer » et « enterrer » le carbone dans des couches géologiques étanches : ce principe est appelé CCS (Carbon Capture and Storage) ou capture et stockage du carbone.
2. « Coin » des véhicules : Il faudrait pour gagner ce coin remplacer les véhicules actuels, qui consomment en moyenne 8 litres pour 100 kilomètres, par d’autres qui consommeraient deux fois moins.
3. « Coin » des trajets : Un véhicule parcourt à l’heure actuelle 16 000 kilomètres par an en moyenne. L’idée serait de diviser par deux cette distance en privilégiant les transports en commun, le covoiturage et en développant le télétravail (travail à distance) par exemple.
4. « Coin » de l’habitat : Le but de ce coin est de réduire d’un quart les rejets de carbone émis par les maisons en diminuant la consommation d’énergie pour la climatisation, le chauffage et l’éclairage.
5. « Coin » des centrales au charbon : Il s’agirait d’augmenter l’efficacité des centrales au charbon en la faisant passer de 40 % à 60 %.
6. « Coin » des centrales au gaz : L’idée est de remplacer des centrales au charbon par d’autres fonctionnant au gaz, car elles émettent moitié moins de CO2.
7. « Coin » de l’hydrogène : Il s’agirait de fabriquer 250 Mt d’hydrogène avec du charbon afin de l’utiliser comme combustibles pour véhicules, avec CCS.
8. « Coin » des carburants synthétiques : Les « synfuel » sont des carburants synthétiques à base de charbon émettant deux fois plus de carbone que l’essence. Gagner un point serait possible si l’on fabriquait ces carburants avec CCS.
9. « Coin » du nucléaire : Il s’agit ici de remplacer des centrales au charbon par du nucléaire.
10. « Coin » de l’éolien : Multiplier par quatre le nombre actuel d’éoliennes ferait gagner ce coin.
11. « Coin » du solaire : Il s’agirait d’augmenter 700 fois l’utilisation des panneaux solaires, en installant environ 2 millions d’hectares de panneaux pour une puissance de 2 000 GW.
12. « Coin » de la pile à combustible : Il faudrait recharger en hydrogène les véhicules équipés d’une pile à combustible pour gagner ce coin.
13. « Coin » des biocarburants : L’idée de ce coin serait de développer l’utilisation de biocarburants (carburants issus de la biomasse).
14. « Coin » des forêts : Ce coin pourrait être gagné en stoppant la déforestation (qui est responsable d’importantes émissions de CO2) et en doublant le rythme actuel du reboisement, afin d’obtenir 300 millions d’hectares de nouvelles plantations en 2055.
15. « Coin » de l’agriculture : L’idée est de réduire la pratique du labour, qui libère du carbone contenu dans la terre, et de la remplacer par les semailles sans labour pour toutes les terres cultivées.